# Sedoheptuloza
Sedoheptuloza – organiczny związek chemiczny, cukier prosty należący do ketoheptoz, posiadających w budowie swojej cząsteczki siedem atomów węgla i ketonową grupę funkcyjną. Należy do jednych z nielicznych heptoz występujących w naturze.

## Występowanie
Jest obecna w Sedum spectabile, rośliny z rodzaju rozchodników oraz jest jednym z półproduktów w szlaku pentozofosforanowym. Powstaje pośmiertnie w tkankach ssaków. Najbardziej bogatym warzywem w sedoheptulozę jest marchew, zawierająca 0,14% świeżej masy (zawiera także 0,92% fruktozy, 1,22% glukozy, 2,83% sacharozy).

## Właściwości
Wodny roztwór sedoheptulozy w temperaturze 22 °C jest mieszaniną 17% α-sedoheptulopiranozy, 6% β-sedoheptulopiranozy, 13% α-sedoheptulofuranozy i 64% β-sedoheptulofuranozy.